# Esposa de Juli Nepot
L'esposa de l'emperador romà Juli Nepot va ser l'última emperadriu consort de l'Imperi Romà d'Occident. El seu marit va regnar del 474 al 480, tot i que es va exiliar a partir del 475. Juli va adquirir el seu cognom Nepos (que en llatí significa "nebot"), després del seu matrimoni. El primer nom de la seva esposa no el dona cap font primària, i totes les referències a ella l'anomenen la neptis de l'emperador romà d'Orient Lleó I el Traci i de la seva dona Èlia Verina. La paraula neptis es podria traduir com a neta o neboda (o una estreta relació de parentiu), però generalment s'accepta que l'esposa de Juli Nepot era la neboda de Lleó, probablement relacionada més familiarment amb Verina que amb Lleó. L'historiador Malc de Filadelfia diu en els seus escrits: "Verina també va contribuir, donant un cop de mà a la dona de Nepot que era la seva parenta".
El matrimoni de Juli Nepot potser formava part d'un sistema de mecenatge familiar: "El matrimoni dins de la família imperial era una cosa molt avantatjosa i el casament amb la filla d'un emperador permetia al gendre esperar la porpra (símbol del poder)". L'emperador i l'emperadriu, un cop al poder, podien promoure els seus pares a alts càrrecs i ajudar-los a casar-se amb llinatges il·lustres. Quan aquestes famílies esteses fracassaven en aconseguir la successió al tron, feien front als trastorns polítics i es mantenien en primer pla de cara a les generacions posteriors.
Èlia Verina sembla haver tingut un paper important en la carrera dels seus parents. Entre el 468 i el 476, Basilisc, Armatus i Juli Nepot van poder obtenir càrrecs militars d'alta graduació. Tots tres estaven units per llaços de sang o de matrimoni amb Verina. Durant el mateix període, les filles de Verina Èlia Ariadna i Lleòncia es van casar respectivament amb Zenó i Marcià. El primer es convertiria en emperador, el segon seria usurpador. Verina també podria estar involucrada en l'ascens al poder del bàrbar Odoacre, que se suposa que seria un nebot seu.